# Melbourne Beach
Melbourne Beach és una població dels Estats Units a l'estat de Florida. Segons el cens del 2000 tenia 3.335 habitants.

## Demografia
Segons el cens del 2000, Melbourne Beach tenia 3.335 habitants, 1.422 habitatges, i 992 famílies. La densitat de població era de 1.250,1 habitants/km².
Dels 1.422 habitatges en un 25,7% hi vivien nens de menys de 18 anys, en un 61,7% hi vivien parelles casades, en un 5,5% dones solteres, i en un 30,2% no eren unitats familiars. En el 23,9% dels habitatges hi vivien persones soles l'11,7% de les quals corresponia a persones de 65 anys o més que vivien soles. El nombre mitjà de persones vivint en cada habitatge era de 2,35 i el nombre mitjà de persones que vivien en cada família era de 2,77.
Per edats la població es repartia de la següent manera: un 20,1% tenia menys de 18 anys, un 4% entre 18 i 24, un 24,6% entre 25 i 44, un 28,9% de 45 a 60 i un 22,5% 65 anys o més.
L'edat mediana era de 46 anys. Per cada 100 dones de 18 o més anys hi havia 99,3 homes.
La renda mediana per habitatge era de 57.035 $ i la renda mediana per família de 62.139 $. Els homes tenien una renda mediana de 46.424 $ mentre que les dones 34.028 $. La renda per capita de la població era de 31.489 $. Entorn de l'1,6% de les famílies i el 3,8% de la població estaven per davall del llindar de pobresa.

## Poblacions més properes
El següent diagrama mostra les poblacions més properes.